# Puntale (araldica)
Puntale è un termine utilizzato in araldica per indicare una figura a forma di crescente dentato e scanalato nella parte concava. 
Alcuni araldisti usano il termine bottoniera (che ricorda il bottone apicale del fioretto nella scherma).
D'argento, a tre puntali di spada di rosso maleordinati è il punto d'Angria, blasone del Principato di Angria.

Nel 1° e 4° innestato in punta d'argento, a tre puntali di rosso (per Angria)
Puntale d'azzurro (Mucheln, Germania)
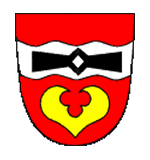
Puntale d'oro (Bayerbach bei Ergoldsbach, Germania)
D'argento, a tre puntali di rosso (Brehna, Germania)
Di rosso, al puntale rovesciato d'argento

## Posizione araldica ordinaria
Il puntale è abitualmente rappresentato con la parte concava in alto.